# Beijing U5
Beijing U5 – samochód osobowy klasy kompaktowej produkowany pod chińską marką Beijing w latach 2020 – 2021 oraz jako Beijing U5 Plus od 2021 roku.

## Historia i opis modelu

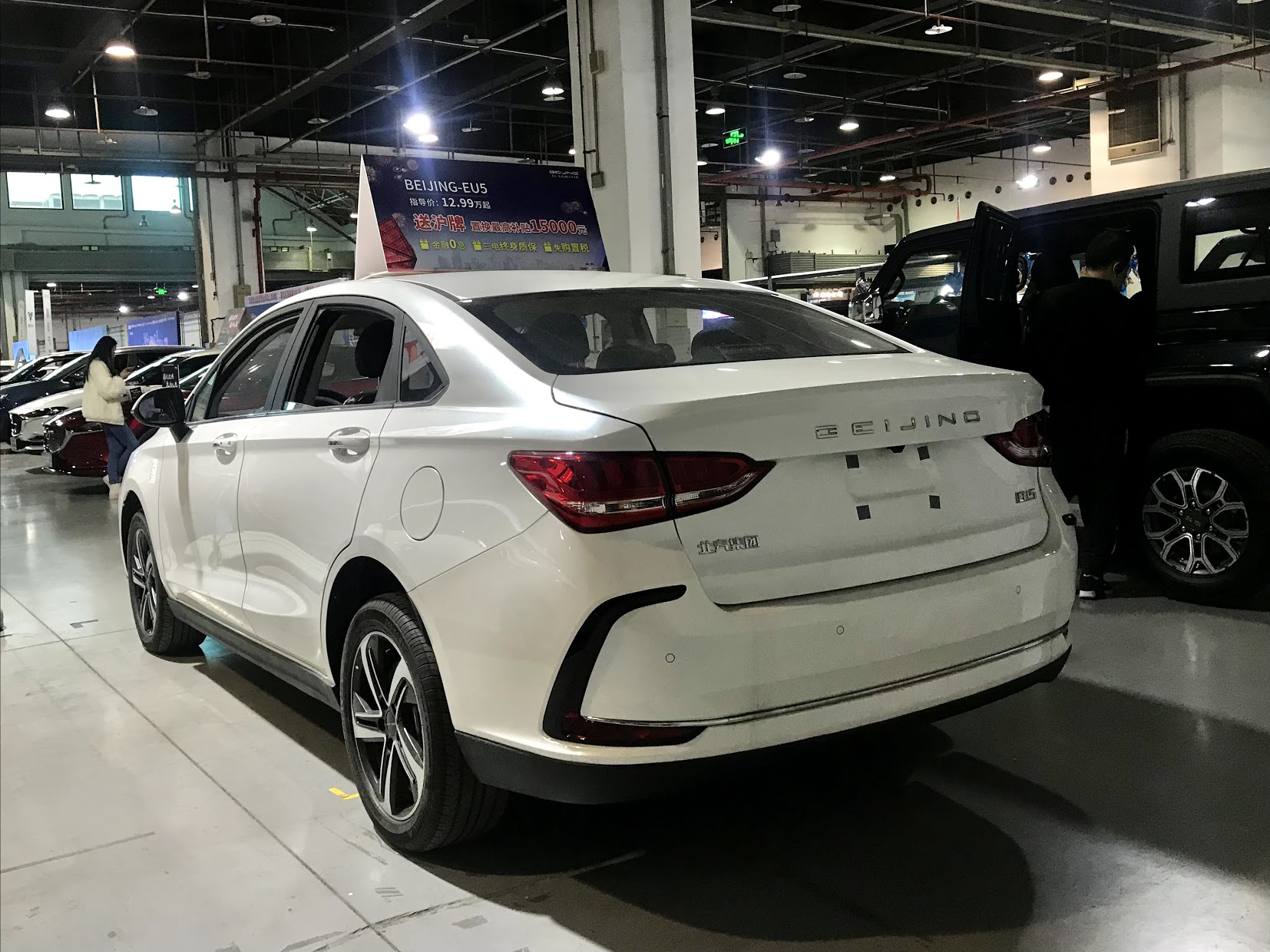
Beijing EU5 - tył

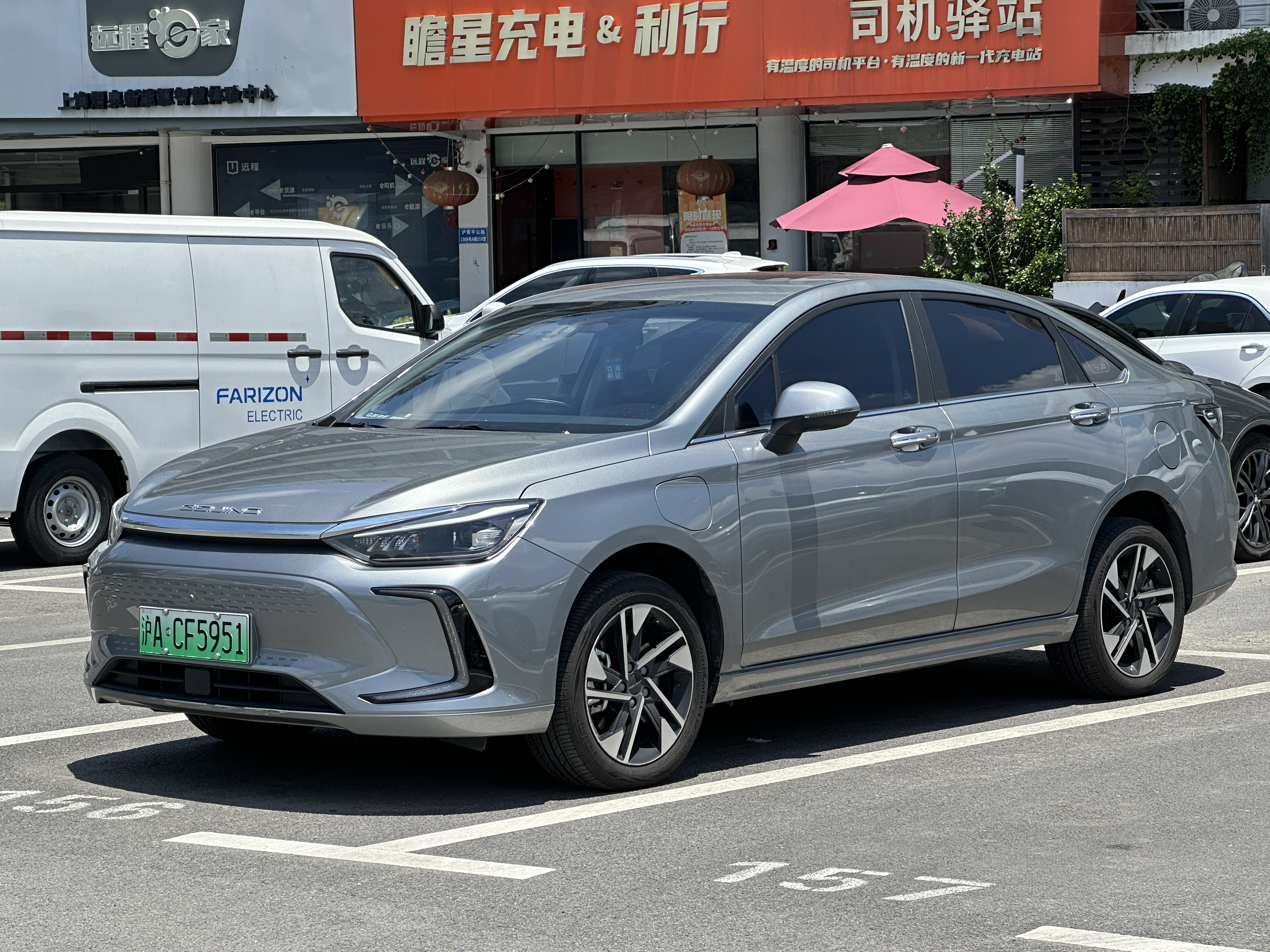
Beijing EU5 Plus po liftingu

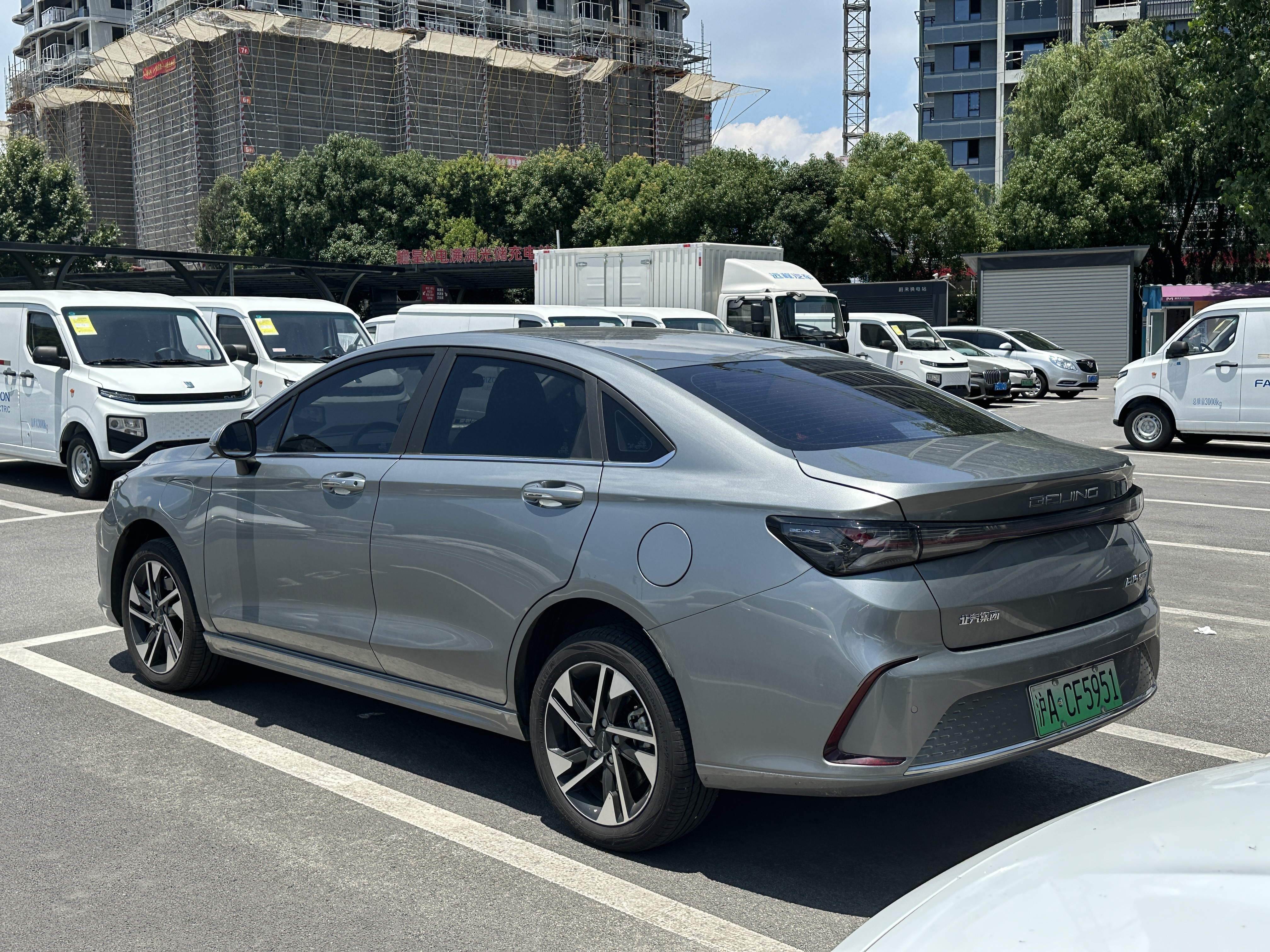
Beijing EU5 Plus - tył po liftingu

Prezentując nowego SUV-a Beijing X7 w lipcu 2020 roku, chiński koncern BAIC przedstawił jednocześnie nową markę Beijing mającą na celu zastąpić dotychczasowe linie modelowe Senova i BJEV. W ten sposób, model BAIC Senova D50 zyskał nową, prostszą nazwę - Beijing U5.
Przy okazji zmiany nazwy, samochód przeszedł drobną restylizację. Przyniosła ona nowy wzór atrapy chłodnicy z chromowanymi, przerywanymi poprzeczkami, a także logo nowej marki w formie napisu zamiast dotychczasowego logo BAIC. Z tyłu samochód również stracił centralnie umieszczone logo na rzecz szeroko rozstawionego napisu z marką Beijing.

### EU5
Podobnie jak wariant spalinowy, także elektryczny BAIC BJEV EU5 przeszedł drobną restylizację obejmującą detale przedniej i tylnej części nadwozia i zmienił nazwę na Beijing EU5. Układ napędowy pojazdu tworzy bateria o pojemności 60,2 kWh, a także silnik elektryczny o mocy 215 KM. Układ napędowy pozwala przejechać na jednym ładowaniu do 501 kilometrów według chińskiej procedury pomiarowej NEDC.

### Restylizacje
W kwietniu 2021 roku Beijing przedstawił topową odmianę z bogatszym wyposażeniem i przeprojektowaną stylistyką. Pojawił się przeprojektowany pas przedni z atrapą chłodnicy w kształcie trapezu, a także zmodernizowane tylne lampy połączone listwą LED. Producent zdecydował się także wzbogacić nazwę kompaktowej rodziny modelowej dodatkowym członem. Spalinowy wariant zyskał nazwę Beijing U5 Plus, z kolei elektryczną odmianę nazwano Beijing EU5 Plus. Od kwietnia 2023 w zakładach Avtotor w Królewcu wytwarzany jest model spalinowy pod nazwą BAIC U5 Plus.
Wiosną 2024 roku samchód przeszedł drugą restylizację, która przyniosła przeprojektowany pas przedni z charakterystycznymi, poziomymi diodami LED sąsiadującymi z przemodelowanym układem zderzaka.

### Sprzedaż
W czasie gdy elektryczny wariant trafił do sprzedaży wyłącznie na rodzimym rynku, tak spalinowa po odmiana po 3 latach produkcji ostatecznie wzbogaciła także zagraniczne rynki zbytu. W 2023 roku samochód trafił do sprzedaży w krajach Ameryki Łacińskiej na czele z Meksykiem oraz w Rosji, z czego w tym drugim kraju uruchomiono ponadto produkcję w zakładach firmy kontraktowej Avtoror z Królewca.

### Silniki
- R4 1.5l A151